# لیلیانا مانچینی
لیلیانا مانچینی (ایتالیایی: Liliana Mancini) بازیگر و تدوین‌گر اهل ایتالیا بود.
از فیلم‌هایی که وی در آن‌ها نقش داشته‌است، می‌توان به بلیسیما اشاره نمود.